# Garpastum
Pour plus de détails, voir Fiche technique et Distribution.
Garpastum (Гарпастум, litt. Harpastum) est un film russe réalisé par Alexeï Alexeïevitch Guerman, sorti en 2005

## Synopsis
A la veille de la première guerre mondiale, un homme parie tout sur l'équipe olympique russe. Celle-ci perd à Stockholm en 1912 contre les Allemands sur un score de 0 à 16. L'homme fait faillite et devient fou. Son épouse meurt, et laisse leurs deux enfants, André et Nicolas, passionnés de football comme leur père, chez un oncle. Avec deux amis, ils organisent un match contre des Anglais qui travaillent à Saint-Pétersbourg. Ils forment leur propre équipe, en se débrouillant pour trouver les financements auprès de tous : dockers, journalistes, étudiants, séminaristes. Bousculés par les événements, ils se retrouvent encore pour jouer.

## Fiche technique
- Titre original russe : Garpastum (litt. Harpastum)
- Réalisation : Alexeï Alexeïevitch Guerman
- Photographie : Oleg Loukitchiov
- Format d'image : 35 mm[2]
- Musique : Igor Vdovine
- Décors : Sergeï Rakoutov, Sergeï Smilga
- Montage : Ivan Lebedev
- Production : Lenfilm[2]
- Dates de sortie :
  - Italie : 11 septembre 2005 (Mostra de Venise)[3]
  - Russie : 27 octobre 2005[3]

## Distribution
- Evgeni Pronin (ru) : Andréï
- Danila Kozlovski : Nikolaï
- Chulpan Khamatova : Anitsa
- Ia Sukhitashvili : Vita (comme Iamze Sukhitashvili)
- Iouri Koutsenko : Aleksandr Blok
- Pavel Romanov (ru) : oncle médecin
- Olga Samochina (ru)